# Бабочкин, Борис Андреевич
Бори́с Андре́евич Ба́бочкин (5 [18] января 1904, Саратов — 17 июля 1975, Москва) — советский актёр и режиссёр театра и кино, сценарист, театральный педагог и публицист. Герой Социалистического Труда (1974), Народный артист СССР (1963). Лауреат двух Сталинских (1941, 1951) и Государственной (1977 — посмертно) премий. Член ВКП(б) с 1948 года.

## Биография
Борис Бабочкин родился в Саратове, в семье железнодорожника. В 1912—1919 годах учился в Саратовском I-ом Александро-Мариинском реальном училище. В частях Красной армии участвовал в Гражданской войне. В пятнадцать лет комсомолец Борис Бабочкин служил в политотделе 4-й армии Восточного фронта.
Вернувшись к мирной жизни, поступил в драматическую студию при Саратовском драматическом театре под руководством А. И. Канина.
В августе 1920 года уехал в Москву, где поступил сразу в две театральные школы — в студию М. А. Чехова и в Государственную студию «Молодые мастера», где учился у И. Н. Певцова, и вскоре покинул студию М. А. Чехова.
После окончания театральной студии «Молодые мастеры», летом 1921 года в числе выпускников во главе с И. Н. Певцовым Бабочкин провёл свой первый профессиональный сезон в театре Иваново-Вознесенска.
В 1921 году, вернувшись в Москву, актёр ненадолго поступил в Московский драматический театр под руководством В. Г. Сахновского. В 1922—1923 годах — актёр Воронежского драматического театра (ныне Воронежский академический театр драмы имени А. В. Кольцова), в 1923—1925 годах — Театра имени МГСПС (ныне Театр имени Моссовета), в 1925—1926 годах — Костромского драматического театра им. А. Н. Островского, в 1926—1927 годах — Самаркандского драматического театра, в 1927—1928 годах — Театра Сатиры в Ленинграде (ныне Санкт-Петербургский академический театр комедии имени Н. П. Акимова), в 1928—1929 годах — Театра КВЖД в Харбине, в 1929—1932 годах — театра Народного дома в Ленинграде, в 1932—1936 годах — Ленинградского театра драмы имени А. С. Пушкина (ныне Александринский театр). Работал также в театрах Могилёва, Бердичева, Пишпека.
В 1936—1940 годах Бабочкин был актёром, в 1937—1938 годах — главным режиссёром, а в 1938—1940 годах — художественным руководителем Большого драматического театра имени Горького (ныне — имени Г. А. Товстоногова) в Ленинграде.

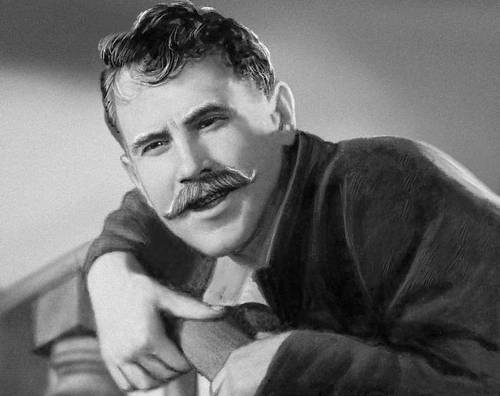
Борис Бабочкин в роли Чапаева

В 1940—1945 годах — актёр и режиссёр Театра имени Е. Вахтангова в Москве, в 1941—1943 годах — актёр киностудии ЦОКС в Алма-Ате, в 1945—1949 годах — актёр и режиссёр Театра-студии киноактёра, в 1949—1951 годах — актёр и режиссёр Малого театра (оба в Москве).
В 1951—1952 годах — режиссёр Национального театра Софии (Болгария), участвовал в работе периферийных театров, преподавал в Театральной академии.
По возвращении в СССР, в 1952—1953 годах, был главным режиссёром Московского драматического театра имени А. Пушкина, а в 1954 году — актёром Киевского театра русской драмы имени Л. Украинки.
В 1955 году Бабочкин вернулся в Малый театр, где служил в качестве актёра и режиссёра до конца жизни.
Крупнейшая режиссёрская работа — постановки пьесы М. Горького «Дачники», осуществлённые в 1939 году в Большом драматическом театре (играл роль Власа), в 1964 году в Малом театре, Бабочкин сыграл Суслова (в 1966 году спектакль был снят на киноплёнку).
В кинематографе Бабочкин-актёр дебютировал в 1928 году в фильме «Мятеж». Мировую известность принесла ему роль Чапаева, сыгранная в 1934 году в одноимённом фильме.
На протяжении многих лет Борис Бабочкин занимался педагогической деятельностью: с конца 1930-х годов преподавал в студии при Большом драматическом театре, с 1944 года — во ВГИКе (Москва), где руководил актёрской мастерской. В 1966 году получил звание профессора.
Автор множества статей, отзывов, заметок, публиковался в журналах «Советское искусство», «Рабочий и театр», «Театр», «Огонёк», «Искусство кино», «Москва», «Октябрь», газетах «Ленинградская правда», «Литературный Ленинград», «Комсомольская правда», «Литературная газета», «Известия», «Советская культура» и др.
Скончался Борис Бабочкин 17 июля 1975 года в Москве. По словам Сергея Гурзо: «Ехал на машине за рулём, остановился на красный свет, дали зелёный — и тут его хватил удар. Умер на месте. А за несколько часов до того он зарплату в театре получил. Но ни денег, ни вещей при нём не оказалось. Всё украли — обобрали мёртвого». Похоронен на Новодевичьем кладбище (участок № 2).
Адрес в Москве: с 1957 года — Кутузовский проспект, жилой корпус гостиницы «Украина». 

Могила Б.А. Бабочкина на Новодевичьем кладбище в Москве

### Семья
- Жена — Екатерина Михайловна Бабочкина (урожд. Георгиева; 1906—1988), балерина.
- Дочь — Наталья Борисовна Бабочкина[7] (1929—2020). Её мужем был Анатолий Петрицкий, советский и российский оператор, режиссёр, заслуженный деятель искусств РСФСР.
- Дочь — Татьяна Борисовна Бабочкина (род. 1935)
- Внуки: Андрей Петрицкий, Ксения Орлова

## Творчество

### Работы в театре

#### Актёр
Первые роли

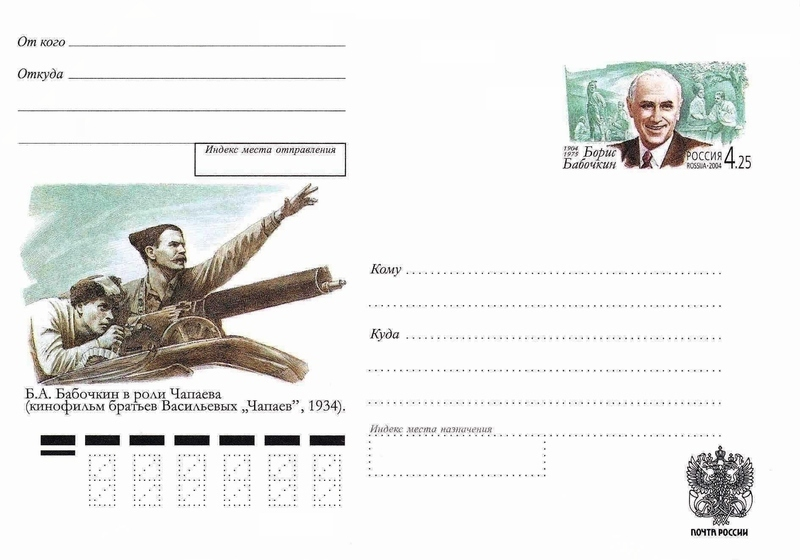
Конверт выпущенный к 100-летию со дня рождения

- «Тот, кто получает пощёчины» Л. Н. Андреева — Тили
- «Горе от ума» А. С. Грибоедова — Молчалин

Театр имени МГСПС
- 1925 — «Шторм» В. Н. Билль-Белоцерковского — Братишка

Театр Народного дома (Ленинград)
- 1930 — «Баня» В. В. Маяковского — Победоносиков
- 1930 — «Первая Конная» Вс. В. Вишневского — Сысоев

Ленинградский театр драмы имени А. С. Пушкина
- 1931 — «Страх» А. Н. Афиногенова — Кастальский
- 1932 — «Горе от ума» А. С. Грибоедова — Чацкий
- 1934 — «Борис Годунов» А. С. Пушкина — Самозванец
- 1935 — «Пётр I» по А. Н. Толстому — Алексей
- 1936 — «Ревизор» Н. В. Гоголя — Хлестаков
- «Доходное место» А. Н. Островского — Белогубов

Большой драматический театр имени Горького
- 1939 — «Дачники» М. Горького — Влас

Театр имени Е. Б. Вахтангова
- 1940 — «Учитель» С. А. Герасимова — Степан
- 1942 — «Фронт» А. Е. Корнейчука — Огнев

Московский драматический театр имени А. С. Пушкина
- 1952 — «Тени» М. Е. Салтыкова-Щедрина — Клаверов

Малый театр
- 1949 — «Ревизор» Н. В. Гоголя — Хлестаков
- 1949 — «Незабываемый 1919-й» Вс. В. Вишневского — В. И. Ленин
- 1955 — «Крылья» А. Е. Корнейчука — Самосад
- 1955 — «Горе от ума» А. С. Грибоедова — Репетилов
- 1955 — «Иван Рыбаков» В. М. Гусева — Рыбаков
- 1960 — «Иванов» А. П. Чехова — Иванов
- 1961 — «Браконьеры» Э. Раннета — Аадам
- 1964 — «Дачники» М. Горького — Суслов
- 1965 — «Правда хорошо, а счастье лучше» А. Н. Островского — Сила Ерофеевич Грознов[8]
- 1966 — «Ревизор» Н. В. Гоголя — Почтмейстер
- 1971 — «Достигаев и другие» М. Горького — Достигаев
- 1973 — «Фальшивая монета» М. Горького — Яковлев
- 1974 — «Гроза» А. Н. Островского — Кулигин

#### Режиссёр
Ленинградский театр драмы имени А. С. Пушкина
- 1935 — «Нора» Г. Ибсена

Большой драматический театр имени Горького
- 1938 — «Кубанцы» В. М. Ротко
- 1939 — «Дачники» М. Горького
- 1940 — «Царь Потап» А. А. Копкова
- «Волк» Л. М. Леонова

Театр имени Е. Б. Вахтангова
- 1946 — «Новогодняя ночь» А. К. Гладкова

Театр-студия киноактёра
- 1946 — «Бранденбургские ворота» М. А. Светлова

Национального театра Софии
- 1951 — «Разлом» Б. А. Лавренёва
- 1952 — «Дачники» М. Горького
- 1952 — «Лейпциг, 33» Л. Компанейца и Л. Кронфельда

Киевский театр оперы и балета имени Т. Шевченко
- «Тоска» Дж. Пуччини[9]

Малый театр
- 1956 — «Деньги» А. В. Софронова
- 1957 — «Вечный источник» Д. И. Зорина[10].
- 1960 — «Иванов» А. П. Чехова
- 1961 — «Весенний гром» Д. И. Зорина
- 1964 — «Дачники» М. Горького
- 1965 — «Правда хорошо, а счастье лучше» А. Н. Островского
- 1971 — «Достигаев и другие» М. Горького
- 1972 — «Фальшивая монета» М. Горького
- 1974 — «Гроза» А. Н. Островского

### Работы на телевидении
- 1963 — «Левашов» К. Симонова (телеспектакль); постановка Л. Пчёлкина
- 1968 — «Скучная история. Из записок старого человека» (телевизионный спектакль ЦТ) — Николай Степанович
- 1973 — «Плотницкие рассказы» (телеспектакль) — режиссёр-постановщик (совместно с П. Р. Резниковым и Н. П. Марусаловой (Иваненковой)), исполнитель роли Алёши Смолина
- 1974 — «Дом Островского» — Сила Грознов.

### Фильмография

#### Актёр
- 1928 — Мятеж — мятежник Караваев[11]
- 1930 — Заговор мёртвых — красноармеец
- 1932 — Возвращение Нейтана Беккера — Микулич
- 1932 — Первый взвод — Макар Бобрик
- 1934 — Дважды рождённый — Дубовик
- 1934 — Чапаев — Чапаев
- 1935 — Подруги — Андрей
- 1937 — Большие крылья — конструктор Кузнецов (фильм не сохранился)
- 1938 — Друзья — Алексей
- 1941 — Чапаев с нами (короткометражный) — Чапаев
- 1942 — Оборона Царицына — поручик Молдавский
- 1942 — Непобедимые — инженер Родионов
- 1942 — Актриса — Марков
- 1943 — Фронт — Огнев
- 1944 — Родные поля — Иван Владимирович Выборнов
- 1947 — Повесть о «Неистовом» — Никитин
- 1948 — Повесть о настоящем человеке — командир полка
- 1950 — Великая сила — Лавров
- 1954 — Тревожная молодость — секретарь ЦК КП(б) Украины
- 1959 — Аннушка — Иван Иванович
- 1966 — Дачники — инженер Пётр Иванович Суслов
- 1975 — Бегство мистера Мак-Кинли — Сэм Боулдер
- 1975 — Достигаев и другие (фильм-спектакль) — Василий Достигаев

#### Кинорежиссёр
- 1944 — Родные поля (совместно с А. Ф. Босулаевым)
- 1947 — Повесть о «Неистовом»
- 1966 — Дачники

#### Сценарист
- 1966 — Дачники

#### Озвучивание
- 1958 — Сказ о Чапаеве (мультипликационный) — Чапаев

#### Участие в фильмах
- 1964 — Братья Васильевы (документальный)

#### Архивные кадры
- 2006 — Борис Бабочкин (из цикла передач канала ДТВ «Как уходили кумиры» (документальный)

## Звания и награды
- Герой Социалистического Труда (1974) — за выдающиеся заслуги в развитии советского театрального и киноискусства и в связи с 70-летием
- Народный артист РСФСР (1935)[12]
- Народный артист СССР (1963)
- Сталинская премия первой степени (1941) — за исполнение главной роли в фильме «Чапаев»
- Сталинская премия третьей степени (1951) — за исполнение роли Лаврова в фильме «Великая сила»
- Государственная премия СССР (1977 — посмертно) — за исполнение роли Сэма Боулдера в фильме «Бегство мистера Мак-Кинли»
- Три ордена Ленина (1939, 1967, 1974)
- Орден Трудового Красного Знамени (1950)
- Медаль «За победу над Германией в Великой Отечественной войне 1941—1945 гг.» (1945)
- Медаль «За доблестный труд в Великой Отечественной войне 1941—1945 гг.» (1946)
- Медаль «В память 800-летия Москвы» (1948)
- Медаль «За доблестный труд. В ознаменование 100-летия со дня рождения Владимира Ильича Ленина» (1970)

## Память
- В Москве, на доме, где жил актёр (Кутузовский проспект, дом 2/1), установлена мемориальная доска.
- В честь актёра было названо торговое судно (построено в 1984 году, списано в утиль в 2010 году).
- Борис Бабочкин в кадре из фильма «Чапаев» изображён на почтовой марке СССР 1964 года.